# Sphaeromachia gaumeri
Sphaeromachia gaumeri är en fjärilsart som beskrevs av Druce 1884. Sphaeromachia gaumeri ingår i släktet Sphaeromachia och familjen björnspinnare. Inga underarter finns listade i Catalogue of Life.